# Adam Miklasz
Adam Miklasz (ur. 14 stycznia 1981 w Krakowie) – polski prozaik, dziennikarz, scenarzysta. Jest bratem reżyser Magdaleny Miklasz. Jego wujem jest aktor Marek Pyś.

## Twórczość
Jest autorem powieści: Polska szkoła boksu 2009, Ostatni mecz 2012 wyd. Skrzat, Wszyscy jesteśmy foliarzami! 2021, Řezaný świat 2022 oraz współautorem antologii Bękarty Wołgi 2014 wyd. Ha!Art. Napisał scenariusz do plenerowych widowisk teatralnych realizowanych dla Stowarzyszenia DeNovo (2014, Łestern, Dynów) oraz Teatru Łaźnia Nowa (2015, NH Wonderland, Nowa Huta). Publikował m.in. w czasopismach Tekstualia, Ha!Art, Nowa Europa Wschodnia, Przegląd oraz na portalu Ciekawostki historyczne. Jest autorem słuchowiska dla młodzieży Zróbmy Band, realizowanego dla Wydawnictwa Zjawisko. W 2021 ukazała się jego kolejna książka Wszyscy jesteśmy foliarzami.
Interesuje się historią, kulturą i piłką nożną w środkowej Europie i na Bałkanach.